# Hiryū no Ken S: Golden Fighter
 (septembre 2015).
Hiryū no Ken S: Golden Fighter (飛龍の拳Ｓゴールデンファイター, le « S » signifie « Spécial ») est un jeu vidéo de combat en 2D mélangeant des séquences de type beat them all et des combats en un-contre-un, développé et édité par Culture Brain en 1992 sur Super Famicom uniquement au Japon.

## Série
1. Hiryū no Ken S: Golden Fighter
2. Ultimate Fighter (1992, Super Nintendo)

### Sources à lier
- Super Play, Issue 1 (November 1992), noté 42%
- Consoles +, Novembre 1992 n°14, noté 35% via Gamekult
- Video Games, n°10/92, noté 42%
- N-Force, Issue 4 (October 1992),noté 54%
- Electronic Gaming Monthly, Issue 37 (August 1992) : une preview.